# Stepan Poltorak
Stepan Poltorak (en ukrainien : Степан Тимофійович Полторак (Stepan Tymofiyovych Poltorak)), né le 11 février 1965 dans le raïon de Taroutyné, est un militaire et homme politique ukrainien. 

## Carrière militaire
Il est le commandant de la garde nationale ukrainienne, en 2014 et des Internal Troops of Ukraine (en). Le 14 octobre 2014, le Parlement d'Ukraine confirme sa nomination au poste de ministre de la Défense. Le 20 mai 2019, après l'entrée en fonction du nouveau président Volodymyr Zelensky, il présente sa démission.

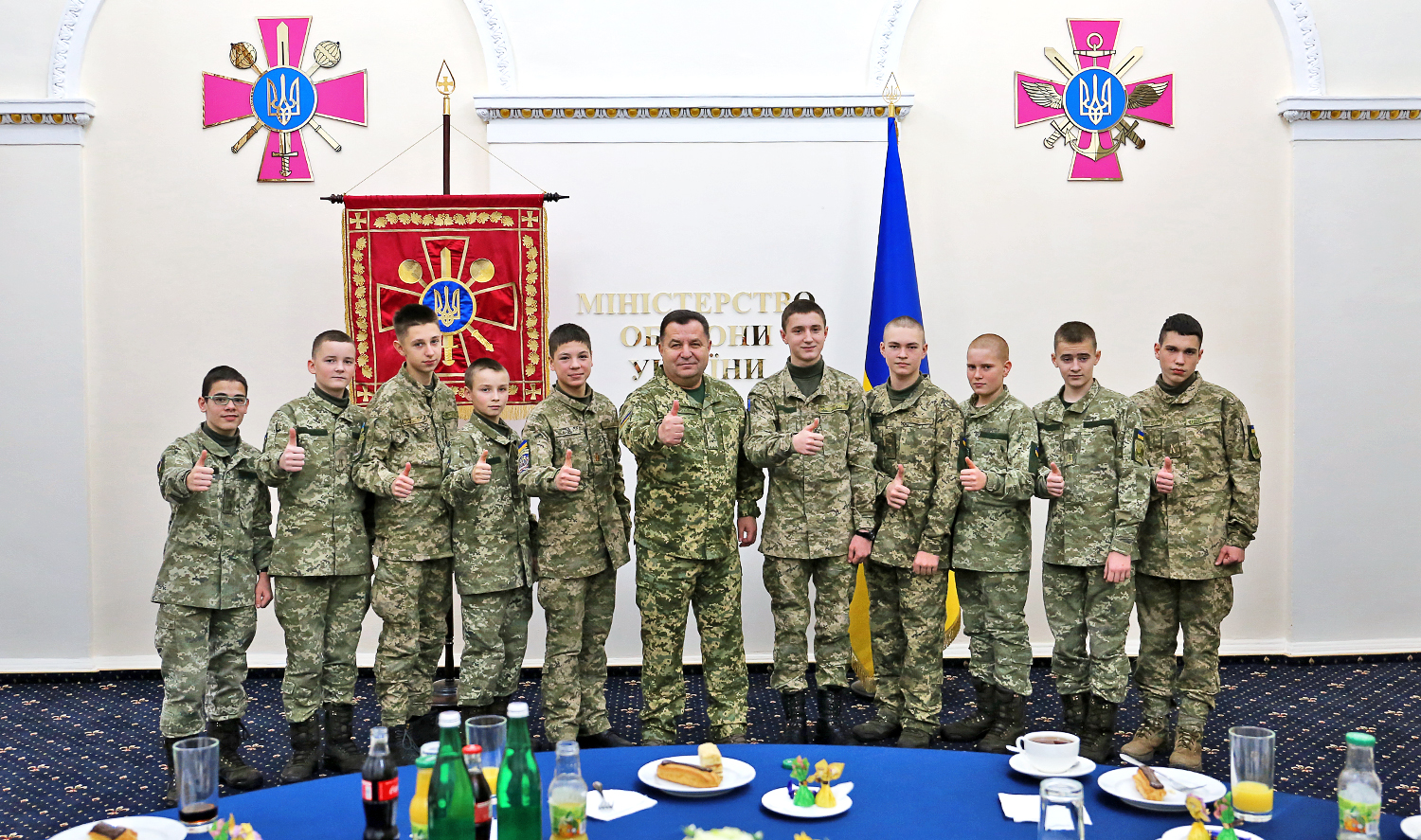
Avec les étudiants du lycée militaire Ivan Bohun en 2014.
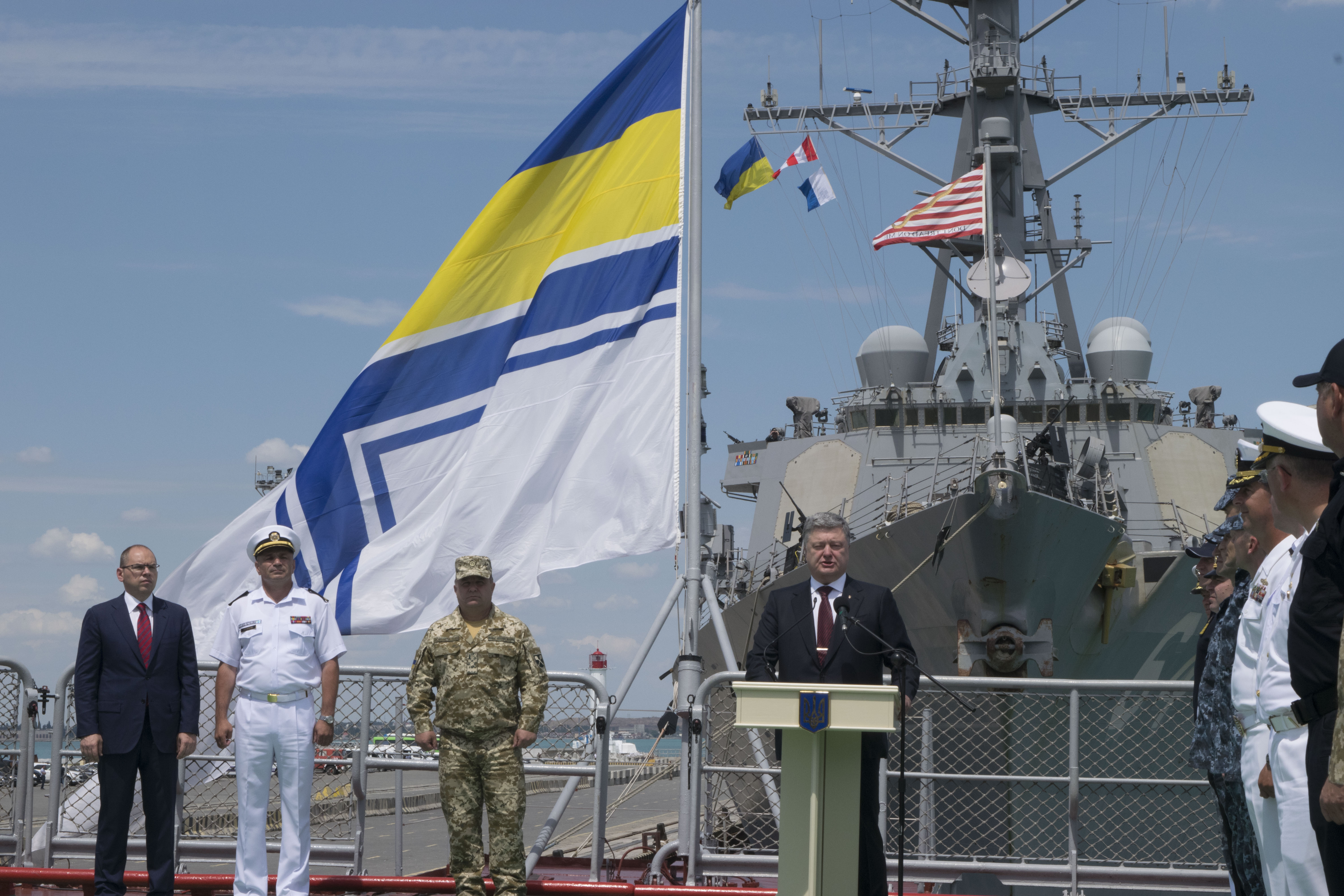
Sea Breeze en 2017 avec Maksym Stepanov et Petro Porochenko.